# Сулакадзев Олександр Іванович

Олександр Іванович Сулакадзев (23 жовтня (3 листопада) 1771 року, село Пехлец, Рязанська губернія — 1 (13) березня 1829 року, Санкт-Петербург) — російський бібліофіл, колекціонер рукописів та історичних документів, історик й археограф-любитель, відомий численними фальсифікаціями.

## Біографія
Дід О. І. Сулакадзева по батькові, Григорій Максимович Сулакадзев, був імеретинським дворянином, який приїхав до Москви, ймовірно, з царем Грузії Вахтангом VI в 1724 року, а потім служив при дворі Імеретинській царівни Дар'ї Арчіловни у Всіхсвятському під Москвою. Батько Олександра Івановича, Іван Григорович (1741—1821), виховувався в гімназії при Московському університеті, займав багато канцелярських посад, а з 1782 роки (до звільнення у 1808 році в чині титулярного радника) служив рязанським губернським архітектором. У 1771 році І. Г. Сулакадзев одружився з донькою службовця Рязанської канцелярії, у свій час виконував посаду рязанського поліцмейстера С. М. Боголєпова. З дітей Івана Сулакадзева від обох шлюбів вижив тільки син Олександр.
О. І. Сулакадзев служив в лейб-гвардії Преображенського полку (1788—1797), вийшов у відставку в чині армійського прапорщика. Перейшов на цивільну службу: у 1799—1802 роках — в Провіантському штаті, у 1803 році (недовго) — в Комісії з будівництва Казанського собору, до 1819 офіційно не служив, але неформально, ймовірно, виконував секретарські обов'язки у міністра внутрішніх справ князя О. Б. Куракіна. З 1819 року до кінця життя — канцелярський службовець в Комісії погашення боргів. Помер в чині титулярного радника.
О. І. Сулакадзев був одружений на прусській підданій Софії Вільгельмівні Шредер (свідком при переході дружини Сулакадзева в православ'я був Г.Р. Державін), яка після його смерті вступила в другій нетривалий шлюб з Альбертом фон Гочем.

## Бібліотека
Сулакадзев мав велику бібліотеку, в якій зберігалося близько 290 рукописів і близько 600 інших книг. Частина цієї колекції перейшла до нього після смерті його друга Ф. В. Каржавіна у 1812 році.
Сулакадзев був відомим колекціонером. Його музей оглядали А. Н. Оленін, Г. Р. Державін й інші. Він був відомий імператорам Павлу I й Олександрові I. Оленін розповідав про відвідини музею Сулакадзева наступне: "… коли я сказав йому, що на всі його речі потрібні історичні докази, він з обуренням заперечив мені: «Даруйте, я чесна людина і не стану вас обманювати». У числі цих старожитностей я помітив дві алебастрові статуетку Вольтера і Руссо …, і жартома запитав: «А що це у вас за антики?» — «Це не антики, — відповідав він, — але точні оригінальні зображення двох видатних поетів наших, Ломоносова і Державіна».
У кінці 1840-х років вдова Сулакадзева продала його бібліотеку і колекцію «чудасій» чиновникові Віктору-Желиславу Корсаку (1820—1870), після смерті якого велика частина бібліотеки Сулакадзева була розпродана в Петербурзі і поповнила збірки різних бібліофілів. Значна частина його книг і рукописів збереглася і знаходиться в державних зібраннях Росії. Деякі речі зі зібрання Сулакадзева з сім'єю Корсакова потрапили на Волинь, серед них: «Молитовник князя Володимира» — вивезений Іваном (Теодоровичем) і нині перебуває в Нью-Йоркській публічній бібліотеці, гравюра Каріон Істоміна на шовку — нині в Музеї Академії мистецтв у Петербурзі.

## Літературна діяльність
Сулакадзев писав п'єси, деякі збереглися в рукописному вигляді (не опубліковані і не ставилися), писав щоденник, який містить відомості про поточні літературні новинки, про повстання декабристів і слідство над ними. «Літопис» Сулакадзева містить також дані про нього самого і його предків, як правило, достовірні і підтверджуються документами.

## Фальсифікати Сулакадзева
Публікація вигаданого Сулакадзевим «рунічного» «гімну Бояна», зроблена Г. Р. Державіним у 1812 році в журналі «Читання в Бесіді любителів Російського слова»
Сулакадзеву належать численні історичні підробки і фантазії на історичні теми. Більшість своїх фальсифікацій Сулакадзев не намагався будь-яким чином поширювати або отримувати від них вигоду.
За його життя здобув популярність тільки «Боян гімн», опублікований за активної участі Державіна. Сулакадзев справив великий вплив на поета Г. Р. Державіна, що приводив приклади з «новгородських жерців» в «Роздумах про ліричної поезії».
Сулакадзев створював підроблені приписки до справжніх рукописів, удревняв їх (найвідоміша підробка — виявлений в 1920 році в Україні «Молитовник князя Володимира», в дійсності новгородський рукопис XIV століття). Менш вдалу долю мали створені Сулакадзевим стилізовані псевдо язичницькі тексти: «Боян гімн», «Мовлення слов'янських жерців», «Оповідь». Ці тексти Сулакадзев написав на мові з псевдославянскими формами, і вони були викриті незабаром після появи слов'янського порівняльно-історичного мовознавства у середині XIX століття.
Рукопис Сулакадзева «Про повітряне літання в Росії з 906 літа по Р.X.», вперше опублікована у 1901 році, де міститься згадка про вигаданого літуна Крякутного на повітряній кулі (в початковому варіанті — «хрещений німець Фурцель», виправлення на «Крякутного» зроблено, мабуть, іншим фальсифікатором) — стала сюжетом радянської пропаганди і опорою для ідеї про «російську першість у повітроплаванні», що публікувалися в СРСР у період «боротьби з космополітизмом».
У іншій його фальсифікації — книги «Оповідь», опублікованій у 1850-і роки — історія Валаамського монастиря удревняється до X століття.
Грубою підробкою виявилися книга «Перуна і Велеса мовлення в Київських капищах жерцям Мовеславу, Древославу і іншим». Успіх підробки пояснювався станом науки того часу.
Сулакадзев також склав каталог цікавих й рідкісних книг, з позначками навпроти назв книг, які у нього були (або нібито були) — так званий «Книгорік». Частина з них була справжніми рукописами (нерідко в них були вставки самого власника або принаймні вставки молодших рукописів), інша частина цього каталогу визнається майже всіма істориками цілком сфальсифікованими. Серед них було, зокрема, «Таємниче вчення з Ал-Корану арабською мовою, досить рідкісне — 601 року», тобто створена нібито за десятиліття до появи не тільки Корану, а й самого ісламу в сучасному вигляді. Ним же, ймовірно, складений текст «З Хронографа. Про шлюби царя Івана Васильовича», звідки поширилися сумнівні історії про Василини Мелентьєва і Марії Долгорукої.

## Підробки, автором котрих міг бути Сукуладзев
Коли П. П. Дубровський у 1800 році привіз зібрану ним у Франції колекцію цінних рукописів в Петербург, ні імператорську сім'ю, ні двір вона спочатку не зацікавила. У зв'язку з цим Дубровський вирішив піти на фальсифікацію і заявив, що частина давньоруських рукописів з колекції — це залишки бібліотеки дочки Ярослава Мудрого Анни Ярославни, яка згодом стала дружиною французького короля Генріха I, і таким чином нібито ці рукописи потрапили до Франції. У зв'язку з цим на одному з рукописів була зроблена підроблений напис від імені Анни Ярославни. Підробку не розпізнали, а 1805 року колекція була прийнята в дар до Імператорської публічної бібліотеки й Ермітаж. Згодом підробку записів було доведено. Зокрема, рукопис, на якій вона зроблена (сучасний шифр РНБ, F.п. I.262) є сербським списком «Статуту Єрусалимського», що датується XIV століттям, тоді як Анна Ярославна жила в XI столітті. Виготовлення цього підробного напису часто приписується Сулакадзева, але без повної впевненості. Можливо, її автором був сам Дубровський.
У XX столітті лінгвістичні і археографічні дослідження Сулакадзева ставали предметом дослідження літературознавців. Л. П. Жуковська, Б. А. Рибаков й деякі інші пов'язували з Сулакадзевим історію знаменитої «Велесової книги», псевдославянскої мови котру нагадує «язичницькі» підробки Сулакадзева. Крім того, в «Кнігореке» Сулакадзева фігурують твори жерця на букових дошках IX століття (що близько до опису «Велесової книги»), хоча Сулакадзев і не стверджував, що цей «раритет» коли-небудь у нього знаходився.

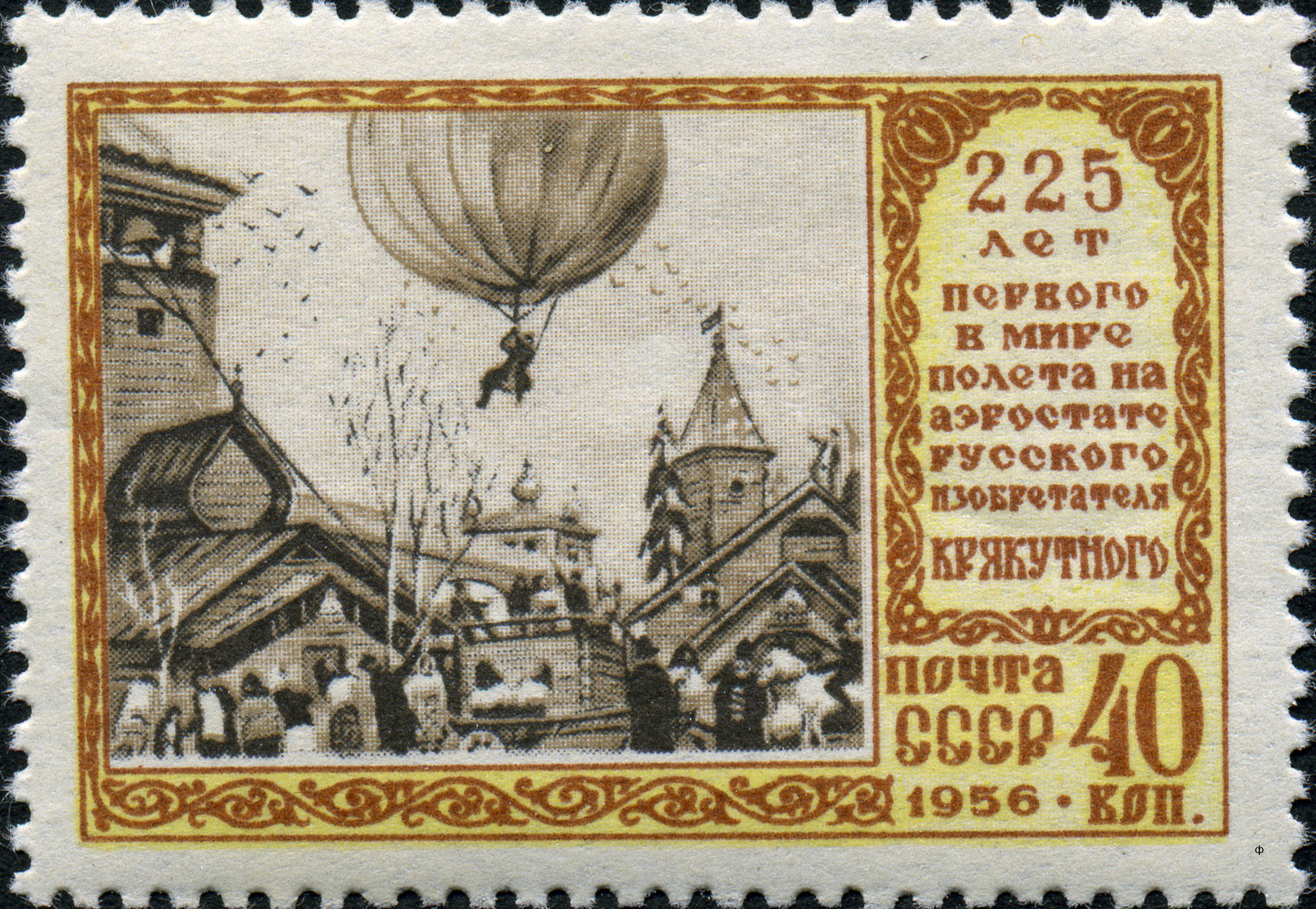
Поштова марка, присвячена польоту Крякутного, 1956

## Оцінка діяльності
А. Н. Пипін писав про Сукаладзеве: «Мабуть, в своїх виробах він гнався насамперед за власною мрією відновити пам'ятники, про відсутність яких жалкували історики й археологи … пояснити давні події, про які не залишилося ніяких відомостей … Недостатнє знання справжніх фактів розвинуло, з одного боку, довірливість, а з іншого — велику сміливість у поводженні з предметами старовини: була простодушна думка, що якщо немає старовини, то її можна придумати, інші ж вірили таким вигадкам».
На думку М. Н. Сперанського, «фальсифікаторській діяльність Сукуладзева характерна для епохи загальноєвропейського романтизму, що виникла на Заході дещо раніше, ніж у нас, смугу підробок старовини в галузі історії й літератури».